# Jesús Larralde
Jesús Larralde Berrio (Pamplona, 29 de noviembre de 1920-Pamplona, 9 de febrero de 2018) fue un farmacólogo español, catedrático de fisiología animal y decano de la Facultad de Farmacia de la Universidad de Navarra.

## Biografía
Nació el día de San Saturnino, patrono de Pamplona, en el céntrico paseo Valencia —actual paseo Sarasate— de la capital foral. Tras estudiar el bachillerato en el Colegio Bendecido de Tudela, de la Compañía de Jesús, se desplazó a Madrid, donde cursó las licenciaturas de ciencias químicas y de farmacia en la Universidad de Madrid, entre 1940 y 1943.
En Madrid, conoció a Josemaría Escrivá y se incorporó al Opus Dei en 1940. Al concluir las dos licenciaturas de ciencias químicas y farmacia, pensó en trabajar en la empresa familiar junto con su padre Amancio; pero aconsejado por Álvaro del Portillo preparó oposiciones a cátedra. Para ello, simultaneó la preparación de su tesis doctoral sobre «Shock traumático experimental», con su labor docente como profesor ayudante de química experimental, en la Facultad de Ciencias de la universidad madrileña.
En 1947, una vez conseguido el doctorado en farmacia, en la Universidad de Madrid, se trasladó a la Universidad de Barcelona, donde trabaja a las órdenes de Francisco Ponz, en la Facultad de Farmacia hasta 1951. En 1950 obtiene la cátedra en fisiología animal en la Universidad de Santiago de Compostela, y allí desarrolla su quehacer docente e investigador entre 1951 y 1965.
En 1966, se incorpora a la Facultad de Farmacia de la Universidad de Navarra, donde compagina la docencia con la investigación. En su labor investigadora, destacan sus descubrimientos sobre absorción intestinal, publicados en la revista Nature, y en otras. Respecto a su labor docente, fue profesor de fisiología animal (1965-1989), de historia de la farmacia (1976-1979) y de nutrición y dietética (1976-1992). En la Facultad de Farmacia fue vicedecano (1966-1967) y decano (1967-1986), director del departamento de fisiología animal (1967-1986) y director del programa de doctorado fisiología y alimentación (1985-1992). Dirigió 49 tesis doctorales y 51 tesis de licenciatura, y publicó más de 260 trabajos de Investigación en revistas nacionales y extranjeras. Una veintena de sus alumnos obtuvieron plaza de catedrático o titular, alentados por su afán docente e investigador, entre ellos Yolanda Barcina.
El 6 de julio de 2012 sufrió un ictus, de graves consecuencias. Falleció el 9 de febrero de 2018 en Pamplona. Fue enterrado al día siguiente en  un panteón del Cementerio de Pamplona.

## Academias y Asociaciones a las que perteneció
- Sociedad Española de Ciencias Fisiológicas (Madrid 1952). Miembro fundador[4]
- Sociedad Española de Nutrición (Madrid)
- European Intestinal Transport Group (1977)
- Sociedad Española de Bromatología (1977)
- Sociedad Latinoamericana de Nutrición (Caracas, 1978)
- European Society for Comparative Physiology and Biochemistry (1979)
- Nutrition Society (Londres, 1983).
- Real Academia de Farmacia de Barcelona (Académico correspondiente en 1956; y académico de número en 1966)
- Consejo Rector de la Asociación de la Industria de Navarra (AIN) (1985-2009)
- Real Academia Nacional de Farmacia (Madrid, 1992)[9]